# Hispoleptis ollagnieri
Hispoleptis ollagnieri là một loài bọ cánh cứng trong họ Chrysomelidae. Loài này được Berti & Chenon miêu tả khoa học năm 1973.